# Armando Durán Miranda
Armando Durán Miranda (Lugo, 10 de julio de 1913-Madrid, 13 de enero de 2001) fue un físico español.

## Trayectoria
Licenciado en Ciencias Físicas con matrícula de honor en la Facultad de Ciencias de la Universidad de Madrid en 1933. En 1934 fue ayudante de termología en el laboratorio de Julio Palacios . Durante la Guerra civil española fue oficial de complemento de artillería y llegó a alcanzar el grado de capitán . Tras la contienda, fue nombrado profesor de electricidad y magnetismo y de física matemática. En 1943 obtuvo el doctorado con la tesis Estudio físico de la miopía nocturna. Desde 1945 fue catedrático de óptica en la Universidad Complutense de Madrid y colaboró en la creación del Instituto de Óptica "Daza de Valdés", asociado al Consejo Superior de Investigaciones Científicas. Entre 1951 y 1956 fue director general de enseñanza técnica y director del Instituto de Estudios Nucleares de la Junta de Energía Nuclear. Entre 1962 y 1966 fue presidente de la Real Sociedad Española de Física y Química y en 1970 fue elegido académico de la Real Academia de Ciencias Exactas, Físicas y Naturales, en la que ingresó en 1975, con la conferencia De la biología a la física.  También fue asesor del Instituto Nacional de Técnica Aeroespacial, miembro del Consejo Científico y del Comité Técnico de la Comisión Nacional de Investigaciones Espaciales y coordinador del Comité Asesor de Investigaciones Científicas y Técnicas del Ministerio de Educación y Ciencia.

## Reconocimientos
- Medalla Militar Colectiva del Alto de los Leones . [1]
- Dos cruces de guerra. [1]
- Cruz al Mérito Militar con distintivo rojo. [1]
- Medalla de campaña. [1]
- Orden de Alfonso X el Sabio
- Orden del Mérito Civil .